# ديفيد جنسن
ديفيد جنسن (بالإنجليزية: David Jensen) هو مقدم برامج إذاعية كندي وبريطاني ودنماركي، ولد في 4 يوليو 1950 في فيكتوريا في كندا.

## وصلات خارجية
- ديفيد جنسن على موقع IMDb (الإنجليزية)
- ديفيد جنسن على موقع ميوزك برينز (الإنجليزية)